# تپه امامزاده نواران
تپه امامزاده نواران مربوط به دوران‌های تاریخی پس از اسلام است و در شهرستان قم، بخش مرکزی، روستای نواران واقع شده و این اثر در تاریخ ۹ اردیبهشت ۱۳۸۲ با شمارهٔ ثبت ۸۶۳۱ به‌عنوان یکی از آثار ملی ایران به ثبت رسیده است.